# اندیس ریوداسیت قلعه خرگوشی
ریوداسیت قلعه خرگوشی* یک اندیس مصالح ساختمانی است که در  استان یزد قرار دارد و مادهٔ معدنی موجود در آن، ریوداسیت است. و دیرینگی آن به دوران ائوسن می‌رسد. 